# Splendrillia taylori
Splendrillia taylori é uma espécie de gastrópode do gênero Splendrillia, pertencente a família Drilliidae.